# Инженер-флагман 2-го ранга

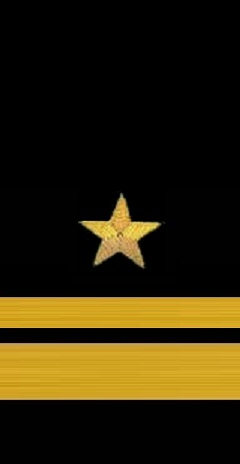
Инженер-флагман
2-го ранга.

Инженер-флагман 2-го ранга — воинское звание Морских Сил Рабоче-Крестьянской Красной Армии Союза ССР (МС РККА СССР). Предшествующее более низкое звание: инженер-флагман 3-го ранга. Следующее более высокое звание: инженер-флагман 1-го ранга.

## История
Звание инженер-флагман 2-го ранга было введено Постановлением ЦИК СССР и СНК СССР от 22 сентября 1935 года утверждено постановлением Совета Народных Комиссаров СССР № 2591 для Морских Сил РККА СССР от 22 сентября 1935 года и объявлено приказом Народного Комиссара обороны № 144 от 26 сентября 1935 года. 
Введено взамен всех прежних званий военно-технического состава служебной категории К-11. Предназначалось для флагманских технических специалистов на флотах, руководителей профильных управлений и отделов Наркомата обороны СССР и Наркомата военно-морского флота СССР, а также для профессорско-преподавательского состава военно-учебных заведений и специалистов научно-исследовательских организаций флота. В морских частях пограничных и внутренних войск НКВД это звание не устанавливалось.
Соответствовало званиям комдив и дивизионный комиссар; аналог воинского звания контр-адмирал в российском, советском и иностранных военно-морских флотах.
Звание было отменено 7 мая 1940 года Указом Президиума Верховного совета СССР «Об установлении воинских званий высшего командного состава Военно-Морского Флота», которым вводилось новое звание инженер-контр-адмирал.
Трое носителей звания (Алякринский Н.В., Алякрицкий Б.Е. и Леонов А.В.) были репрессированы в 1937-1938 годах. Матусевичу Н.Н. присвоено более высокое звание инженер-флагман 1-го ранга. Остальные переаттестованы в инженер-контр-адмиралов в 1940-1941 годах.

## Знаки различия
Во флоте расцветки галунов и просветов на нарукавных знаках различия были установлены Постановлением СНК СССР от 2 декабря 1935 г. № 2591.
Инженер-флагман 2 ранга носил один широкий и один средний галун жёлтого (золотистого) цвета. Над галуном была размещена одна жёлтая пятиконечная звезда.

## Присвоение звания[5]
- Алякринский, Николай Владимирович (26.11.1935), приказ № 2484. Начальник НИИ военного кораблестроения.
- Алякрицкий, Борис Евгеньевич (02.12.1935), приказ № 2500.
- Антонов Леонид Иванович (03.11.1939), приказ 03021/п. Начальник кафедры электромеханики ВВМИУ им. Ф.Э. Дзержинского.
- Балкашин, Анатолий Иванович (31.05.1936), приказ № 01713/п. Старший руководитель, начальник кораблестроительного отделения Военно-морской академии им. К. Е. Ворошилова.
- Берг, Аксель Иванович (26.11.1935), приказ № 2484.
- Бравин Евгений Леонидович (29.02.1940). Начальник кафедры стрелково-пушечного вооружения самолетов ВВА им. проф. Н.Е. Жуковского.
- Кочкин Николай Александрович (16.05.1939). Начальник кафедры химии ВВМИУ им. Ф.Э. Дзержинского.
- Леонов, Александр Васильевич (02.12.1935), приказ № 2500.
- Мадисов, Вольдемар Петрович (31.05.1936), приказ № 01713/п. Начальник кафедры Военно-морской академии.
- Матусевич, Николай Николаевич (31.05.1936), приказ № 01713/п. Начальник кафедры Военно-морской академии.
- Папкович Петр Федорович (13.06.1939). Начальник кафедры строительной механики факультета военного кораблестроения Военно-морской академии.
- Соколов, Владимир Арсеньевич (03.11.1939), приказ № 03021/п.
- Трофимов, Александр Владимирович (09.04.1940), приказ № 0956. Начальник кафедры минно-торпедного оружия Военно-морской академии.
- Хлюстин Борис Павлович (03.11.1939). Начальник цикла кораблевождения ВМУ им. М.В. Фрунзе.
- Шершов, Александр Павлович (31.05.1936), приказ № 01713/п. Начальник кафедры Военно-морской академии.
- Шиманский, Юлиан Александрович (31.05.1936), приказ № 01713/п. Начальник секции прочности корпуса корабля НИИ военного кораблестроения.